# Côtes de Bordeaux-Saint-Macaire

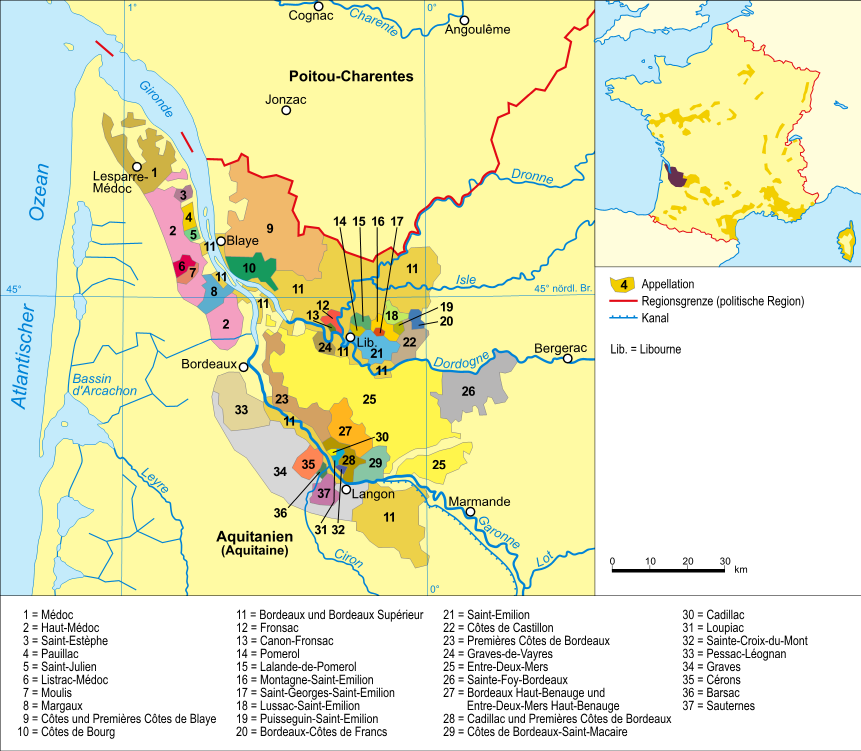
Das Weinbaugebiet Bordeaux

Das Weinbaugebiet Côtes de Bordeaux-Saint-Macaire liegt im Süden des Bereiches Entre-Deux-Mers, einem Teil der Weinbauregion Bordeaux. Die Appellation, die seit dem 31. Juli 1937 den Status einer Appellation d’Origine Contrôlée (kurz AOC) genießt, bildet die südöstliche Verlängerung des Weinbaugebiets Premières Côtes de Bordeaux. Zugelassen sind Rebflächen in den zehn Gemeinden Saint-Macaire, Sainte-Foy-la-Longue, Saint-Pierre d’Aurillac, Pian-sur-Garonne, Saint-Laurent-du-Bois, Caudrot, Saint-André-du-Bois, Saint-Martin-de-Sescas, Saint-Laurent-du-Plan und Saint-Martial. Von den über 2600 Hektar Rebfläche werden jedoch nur knapp 50 Hektar in diesen Gemeinden am rechten Ufer der Garonne zur Herstellung des süßen Weißweins genutzt. Die restliche Fläche wird zur Herstellung von trockenem Weißwein (ca. 600 ha) und trockenem Rotwein (ca. 2000 ha) unter den Namen „Bordeaux“ oder „Bordeaux Supérieur“ genutzt.
Die edelsüßen Weißweine werden aus den Rebsorten Sémillon (mittlerer Anteil 55 %), Sauvignon Blanc (Anteil 33 %) und Muscadelle verschnitten. Der Most muss einen Zuckergehalt von mindestens 196 g/l haben (siehe auch den Artikel Mostgewicht), und der Wein muss nach Gärung über einen Mindestalkoholgehalt von 11,5 Vol. Prozent verfügen. Die Erntebeschränkung liegt bei 42 Hektolitern pro Hektar, und die Pflanzdichte darf nicht unter 4500 Rebstöcken je Hektar betragen.
Der Wein kann zwischen 3 und 6 Jahren gelagert werden und sollte bei einer Trinktemperatur von 8 bis 10 °C genossen werden.
In einem Umkreis von ca. zehn Kilometern liegen die drei Appellationen Cadillac, Loupiac und Sainte-Croix-du-Mont.